# Puntius takhoaensis
Puntius takhoaensis är en fiskart som beskrevs av Nguyen och Doan, 1969. Puntius takhoaensis ingår i släktet Puntius och familjen karpfiskar. IUCN kategoriserar arten globalt som otillräckligt studerad. Inga underarter finns listade i Catalogue of Life.